# Ophionereis annulata
Ophionereis annulata är en ormstjärneart som först beskrevs av John Lawrence LeConte 1851.  Ophionereis annulata ingår i släktet Ophionereis och familjen Ophionereididae. Inga underarter finns listade i Catalogue of Life.